# آزمایشگاه ملی شمال‌غربی پاسیفیک
آزمایشگاه ملی شمال غربی پاسیفیک (به انگلیسی: Pacific Northwest National Laboratory) مشهور به (PNNL) یک مرکز علمی فدرال در ایالت واشینگتن آمریکا است.